# نيغادو (نيو برونزويك)
نيغادو (بالإنجليزية: Nigadoo)‏ هي مستوطنة تقع في كندا في Beresford Parish. يقدر عدد سكانها بـ 952 نسمة .